# Sammy Nelson
Samuel "Sammy" Nelson (født 1. april 1949 i Belfast, Nordirland) er en tidligere nordirsk fodboldspiller, der spillede som venstre back. Han var på klubplan primært tilknyttet Arsenal F.C., hvor han spillede i 15 sæsoner, men havde også et kortere ophold hos Brighton. Med Arsenal var han med til at vinde både det engelske mesterskab, FA Cuppen og UEFA Cuppen.
Nelson spillede desuden 51 kampe og scorede ét mål for det nordirske landshold, som han debuterede for den 21. april 1970 i et opgør mod England.

## Titler
Engelsk Mesterskab
- 1971 med Arsenal F.C.

FA Cup
- 1971 og 1979 med Arsenal F.C.

UEFA Cup (Messebyturneringen)
- 1970 med Arsenal F.C.